# Felsenmeer (Lautertal)

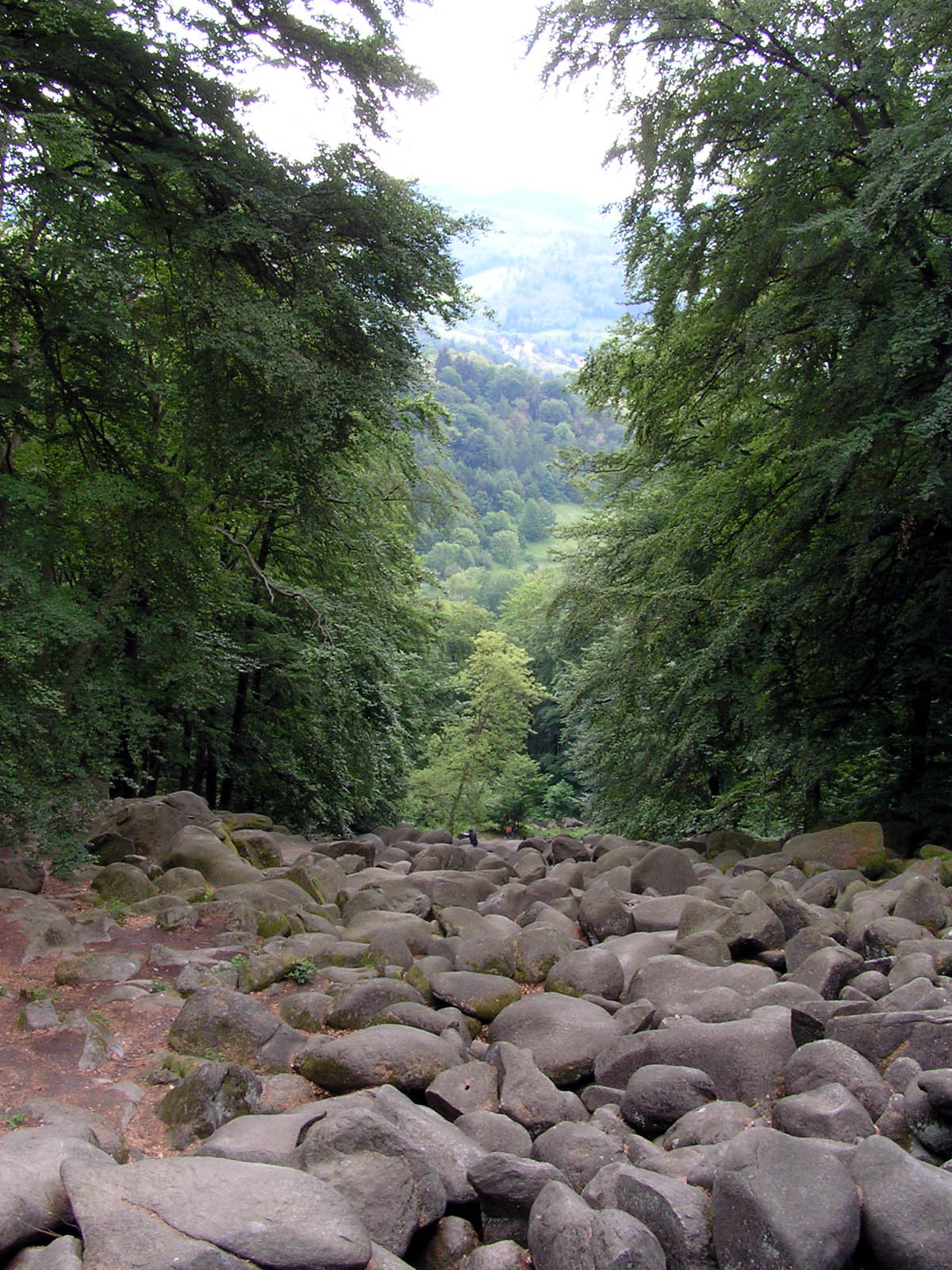
El mar de rocas de Felsenmeer.

Felsenmeer es un paisaje rocoso de color gris oscuro de diorita de cuarzo (en concreto una diorita de hornablenda y biotita) situado en las montañas Vorderer Odenwald, por encima de Lautertal-Reichenbach, como un berrocal. Felsenmeer era ya explotado por los romanos y más tarde por los albañiles locales como cantera. Los albañiles lo llamaron granito de Felsberg, que ya no se extrae en la actualidad. Hoy en día, Felsenmeer es una popular zona de recreo y destino para familias y excursionistas. Está dentro de la reserva natural Felsberg en Reichenbach. En la parte superior de Felsenmeer hay una pequeña fuente, que discurre hacia abajo entre las rocas que fluyen hacia el valle y desemboca en el Graulbach.

## Proceso geológico de formación

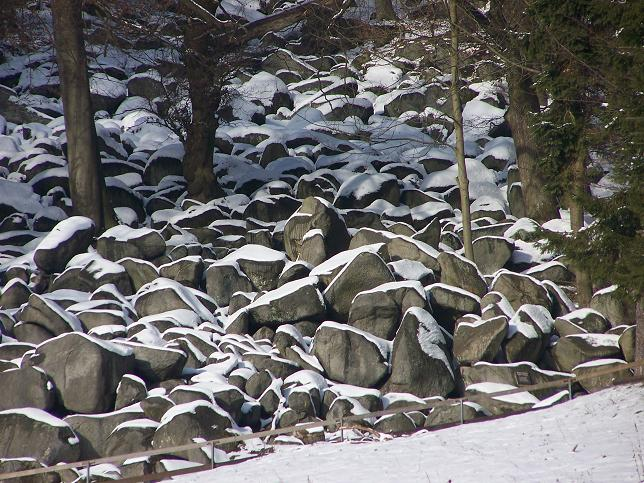
Las heladas y el agua son factores importantes en la erosión de las rocas.

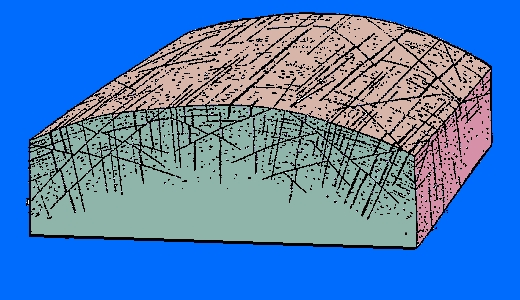
Representación esquemática de la fractura debido a la expansión de la superficie de una roca.

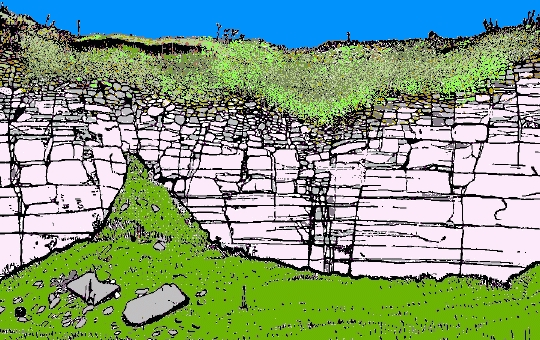
Representación esquemática de la erosión por el permafrost.

Las rocas más antiguas de Vorderer Odenwald (también conocida como Kristalliner Odenwald) tienen, probablemente, más de 500 millones de años. En el Paleozoico, hace entre 380 y 340 millones de años, dos grandes continentes ocupaban el planeta. Como resultado de la deriva continental, los dos supercontinentes se movieron uno hacia el otro y formaron, con su unión, el continente único conocido como Pangea. La formación montañosa Odenwald es el resultado de la subducción de un pequeño continente como consecuencia de la unión de los dos supercontinentes.
En ese momento, el área del actual Odenwald estaba, más o menos, al nivel de la línea ecuatorial. La zona de subducción se fundió en la zona del manto superior por la depresión en el Continente. La roca fundida se levantó lentamente de las profundidades, se enfrió en la corteza terrestre de la formación y, por tanto, tiene un origen plutónico.
Los mares de roca de Felsberg son tonalíticos. Esta roca cristalina pertenece al grupo de los granitoides y consiste en minerales de feldespato, piroxeno, hornablenda y cuarzo. El espesor de roca tonalítica era de aproximadamente entre 12 y 15 kilómetros por lo que fueron necesarios 10 millones de años para enfriarse, lo que provocó a la roca que se encogiese y desgarrase. En el Mesozoico más reciente Odenwald fue inundada debido a un aumento global del nivel del mar y quedó cubierta por depósitos.
Hubo que esperar hasta el Terciario para la ablación de varios kilómetros del espesor. La exposición de los tonalíticos a la superficie fue apoyada por el colapso del rift del Rin hace unos 50 millones de años, y la difracción asociada de los bordes. Las grietas y fisuras en la roca la debilitaban aún más y finalmente dividieron la roca en bloques rectangulares que fueron expuestos a la superficie y a una intensa erosión química de clima subtropical.
La erosión alcanzaba incluso la roca profunda y provocó la descomposición de los bloques de roca, principalmente en los bordes. En los bloques en torno a la intemperie se reunieron los escombros, una mezcla de grava y minerales de arcilla, grus.
Durante la última edad de hielo, hace unos 12 000 años, Odenwald era una zona de permafrost y no estaba cubierto por la capa de hielo. En las estaciones más cálidas el suelo se podría descongelar un poco y se produciría el lavado con agua sobre las rocas. El grus del granito se lavó y se recogió en las grietas y fisuras y el agua se congeló en los meses de invierno.
Con el retroceso de la línea de congelamiento al final de la Edad de Hielo, los bloques expuestos ahora comenzaron a moverse, se deslizaron por los valles y formaron el mar de rocas. El proceso de desgaste fue el que le dio a los bloques su apariencia típica, en geología es conocida como caos.